# 尤寧維爾 (內華達州)
尤寧維爾（英語：Unionville）是位於美國內華達州潘興縣的普查規定居民點。

## 歷史
尤寧維爾的郵局於1862年設立，其後於1956年停運。

## 人口
根據2020年美國人口普查的數據，尤寧維爾的面積為2.01平方千米，皆為陸地。當地共有人口27人，而人口密度為每平方千米13.43人。